# Municipio de Enterprise (condado de Ford)
El municipio de Enterprise (en inglés: Enterprise Township) es un municipio ubicado en el condado de Ford en el estado estadounidense de Kansas. En el año 2010 tenía una población de 882 habitantes y una densidad poblacional de 5,04 personas por km².

## Geografía
El municipio de Enterprise se encuentra ubicado en las coordenadas 37°38′0″N 99°57′7″O / 37.63333, -99.95194. Según la Oficina del Censo de los Estados Unidos, el municipio tiene una superficie total de 175.16 km², de la cual 174,82 km² corresponden a tierra firme y (0,19 %) 0,34 km² es agua.

## Demografía
Según el censo de 2010, había 882 personas residiendo en el municipio de Enterprise. La densidad de población era de 5,04 hab./km². De los 882 habitantes, el municipio de Enterprise estaba compuesto por el 67,91 % blancos, el 1,13 % eran afroamericanos, el 1,47 % eran amerindios, el 0,68 % eran asiáticos, el 26,42 % eran de otras razas y el 2,38 % eran de una mezcla de razas. Del total de la población el 59,3 % eran hispanos o latinos de cualquier raza.